# Cocu, Argeș
Cocu este un sat în comuna cu același nume din județul Argeș, Muntenia, România.